# Carl Anton von Barth

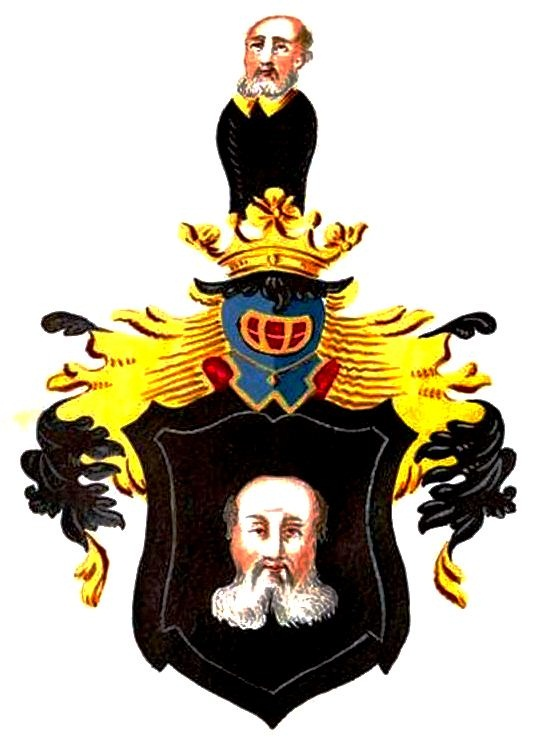
Wappen der Barth

Freiherr Carl Anton Balthasar von Barth (* 6. November 1758 in München; † 7. Januar 1797 ebenda) war Bürgermeister von München und Landschaftskanzler.

## Leben
Carl Anton von Barth stammt aus einer der ältesten Patrizierfamilien; diese ist seit 1272 in München belegt. 1681 erfolgte die Erhebung in den Freiherrenstand und ihre Grablege befand sich in der Dreikönigskapelle in der Frauenkirche.
Er war der Sohn des Münchner Bürgermeisters, Franz Seraph Carl von Barth (* 12. Dezember 1730; † unbekannt) zu Harmating, Bäsenbach, Ascholting, Reinthal und Langenpreising und dessen Ehefrau Maria Antonia, geb. Baronesse von Camerloher. Von seinen Geschwistern sind namentlich bekannt:
- Joseph Michael von Barth, von 1798 bis 1803 Stadtsyndikus von München.

Nachdem er das Jesuitengymnasium (heute: Wilhelmsgymnasium) in München abgeschlossen hatte, begann er ein Studium der Rechtswissenschaften an der Universität Ingolstadt und trat, nachdem er die juristische Staatsprüfung bestanden hatte, in die Dienste von München. 1777 leitete er das Stadtarchiv München und gehörte ab 1781 dem Inneren Rat an. Als Stadtsyndikus war er auch für die Rechtsgeschäfte der Stadt zuständig.
Als Papst Pius VI. am 30. April 1782 München besuchte, war der Magistrat zum „Handkuss“ geladen worden. Bei diesem Festakt hielt Carl Anton von Barth vor dem Papst eine Rede in lateinischer Sprache. Im gleichen Jahr erfolgte auch seine Wahl zum Bürgermeister, nachdem sein Vorgänger Michael Adam Bergmann verstorben war, dazu war er noch von 1783 bis 1786 Stadtoberrichter in München.
1786 wurde er zum Präsidenten der Bayerischen Ständeversammlung gewählt, der damals die Bezeichnung Landschaftskanzler trug. Er wurde damit oberster Jurist und Verwaltungsbeamter der Landschaft, das heißt, der Körperschaft der Landstände (Adel, Prälaten, Städte und Märkte).
Am 4. April 1787 erwarb er den Dumberger- und den Krienbergerhof mit einem landwirtschaftlichen Grund an Feldern, Wiesen und Wald mit insgesamt 117 Tagewerk. Für diese Zusammenlegung des Besitzes, nun Perlacheck genannt, erbat er von Carl Theodor von Pfalzbayern die adelige Edelmannsfreiheit und damit verbunden, die Erlaubnis die niedere Gerichtsbarkeit auszuüben, die der Kurfürst an ihn sowie seine Ehefrau und den Nachkommen, erteilte.
1790 ließ er auf seinem Besitz in Perlach das Barth-Schlössl errichten, zu dem auch ein Blumen- und Kräutergarten sowie eine Kegelbahn im Garten gehörte. Nach dem Bau nannte er sich Carl Anton von Barth auf Harmating, Pasenbach und Perlacheck, wie auch auf seinem Grabepitaph in der Frauenkirche zu lesen steht.

### Familie
Carl Anton von Barth war mit Anna Maria (* 1758; † 13. November 1827 in München), Tochter des kurfürstlichen Rats und Stadtsyndikus Franz Carl Edler von Stoixner, verheiratet; gemeinsam hatten sie sechs Söhne:
- Karl Joseph Ferdinand von Barth (* 13. Mai 1783; † unbekannt);
- Kaspar Anton von Barth (* 10. September 1784; † unbekannt);
- Johann Nepomuk Pius von Barth (Taufe: 4. Februar 1787; † 8. Juni 1865), verheiratet mit Maria Theresia (* 23. April 1794 in München; † 25. Oktober 1839 in Eurasburg), geb. v. Gumppenberg;
- Maximilian Joseph von Barth (* 1789; † 1790);
- Maximilian von Barth (* 24. Oktober 1790; † unbekannt), Direktor der Bayerischen Rechnungskammer;
- Carl Benno Augustin von Barth (* 1791; † 1792).

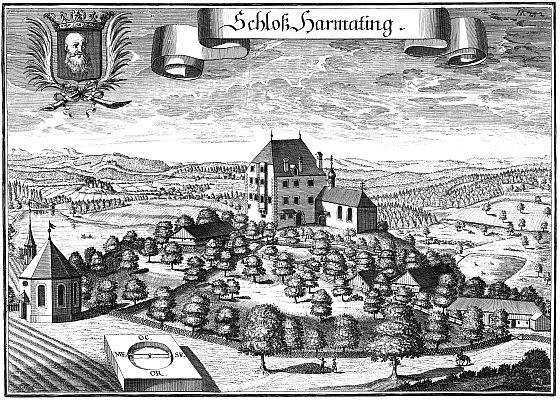
Schloss Harmating um 1700

Die Familie hielt sich überwiegend in Perlach auf, war aber wegen der gesellschaftlichen Verpflichtungen auch in ihrem Haus in der Fürstenfelder Straße 11 in München sowie in Schloss Harmating und in ihrem Wasserschloss in Pasenbach.
Nach seinem Tod verkaufte seine Witwe Perlacheck als Landgut am 12. Juli 1801 an den Gerichtsherr ob der Au, Franz Xaver von Schrödl, denn die Edelmannsfreiheit konnte, trotz mehrfacher Eingaben der Witwe und einer am 29. Juli 1803 eingereichten Klage des Käufers nicht mitübertragen werden, so dass diese praktisch mit dem Verkauf erloschen war. Maximilian Joseph Freiherr von Montgelas hatte, als leitender Minister des Kurfürsten Max IV. Joseph, das Gesuch der Witwe persönlich aus politisch prinzipiellen Gründen abgelehnt. Das Barth-Schlössl verkaufte sie an die Baronin Johanna Katharina Pergler von Perglas und zog nach München in ihr Haus in der Salvatorstraße 6.

## Mitgliedschaften
- Aufgrund seiner Historie der Stadt München wurde Barth 1780 als ordentliches Mitglied der Historischen Klasse in die Bayerische Akademie der Wissenschaften aufgenommen.[3]
- 1782 trat er in den Illuminatenorden ein; sein Ordensname war Marcellus. Zu seinen Ordensbrüdern gehörte auch Freiherr Maximilian von Montgelas und der Goethe-Freund Karl von Eckartshausen. Nachdem Kurfürst Carl Theodor und Papst Pius VI. den Orden 1785 verbieten ließen, trat Carl Anton von Barth aus Karrieregründen noch im Verbotsjahr aus.[4]
- Er war Präfekt der Marianischen Männerkongregation.

## Schriften (Auswahl)
- Historie der Stadt München. 1780.